# Garnett Genuis
 (octobre 2017).
Garnett Genuis, né en 1987, est un homme politique canadien qui a été élu pour représenter la circonscription de Sherwood Park—Fort Saskatchewan en Alberta dans la Chambre des communes du Canada dans le cadre des élections fédérales canadiennes de 2015.

## Biographie
Genuis est né en 1987 et a grandi dans le comté de Strathcona, avant de s’inscrire à l’université Carleton à Ottawa. Là-bas, il a rédigé régulièrement une chronique pour le journal Sherwood park news comme correspondant politique. Son expérience l’a aidé à obtenir le poste d’assistant du premier ministre Stephen Harper et conseiller auprès de ministre Rona Ambrose. Il a aussi obtenu une maitrise en politiques publiques et philosophie à la London School of Economics. Plus tard, il est retourné au secteur privé comme vice-président de l'entreprise nationale de recherche.
Genius dit que ses parents étaient les premiers à l’influencer politiquement[réf. nécessaire]. En fait, sa grand-mère était une survivante de l’holocauste. Son grand-père, qui était actif politiquement en 1980, était un ingénieur dans une compagnie pétrolière en Alberta . Genius vit à Sherwood Park avec sa femme Rebecca et ses trois enfants Gianna, Judah et Lilly.
Il s'est porté volontaire comme membre du conseil de Saffron Sexual Assault Centre, membre de l’exécutif du Rotary Club de Sherwood Park, et un membre de l'organisation Les Chevaliers de Colomb.

### Carrière politique
Avant de participer aux élections fédérales, Genuis a participé aux élections générales albertaines de 2012 comme candidat pour le parti Wildrose à Sherwood Park. Il a perdu face à la candidate progressiste-conservateur, Cathy Olesen (en).
En mars 2014, Genius a annoncé ses intentions pour devenir le candidat conservateur pour la nouvelle circonscription Sherwood Park-Fort Saskatchewan. Il a gagné la nomination en novembre 2014.
Il a ensuite gagné l'élection fédérale le 19 octobre 2015 en obtenant 64 % des votes de la circonscription, devenant ainsi le député fédéral pour Sherwood Park-Fort Saskatchewan. En novembre 2015, il est nommé porte-parole adjoint pour les droits humains et la liberté religieuse. Il a travaillé avec le député David Anderson. Le 30 août, 2017, il a été nommé ministre adjoint du cabinet fantôme pour les Affaires étrangères.
En mars 2016, il est nommé par le magazine Maclean's comme l'un des députés les plus fervents dans la Chambre des communes. En novembre 2017, Genuis a été nommé parlementaire de l'année du magazine Maclean's. Ce titre est décidé par un vote des membres de la Chambre des communes. Genuis est le plus jeune député à gagner ce titre.

## Résultats électoraux
|  | Candidat         | Parti         | # de voix | % de voix |
|  | ---------------- | ------------- | --------- | --------- |
|  | Garnett Genuis   | Conservateur  | 42 642    | 63,94 %   |
|  | Rod Frank        | Libéral       | 13 615    | 20,42 %   |
|  | Joanne Cave      | Néo-Démocrate | 6 540     | 9,81 %    |
|  | Brandie Harrop   | Vert          | 1 648     | 2,47 %    |
|  | James Ford       | Indépendant   | 1 563     | 2,34 %    |
|  | Stephen C. Burry | Libertarien   | 678       | 1,02 %    |
|  | Total            |               | 66 686    | 100 %     |

|  | Candidat       | Parti         | # de voix | % de voix |
|  | -------------- | ------------- | --------- | --------- |
|  | Cathy Olesen   | PC            | 8 747     | 45,62 %   |
|  | Garnett Genuis | Wildrose      | 5 948     | 31,02 %   |
|  | Dave Anderson  | Libéral       | 1 837     | 9,58 %    |
|  | Sarah Michelin | Néo-Démocrate | 1 210     | 6,31 %    |
|  | James Ford     | Indépendant   | 1 064     | 5,55 %    |
|  | Chris Kuchmac  | Alberta       | 230       | 1,20 %    |
|  | Gordon Barrett | Crédit social | 137       | 0,71 %    |
|  | Total          |               | 19 173    | 100 %     |

## Soutien à la cause tibétaine
Garnett Genuis, partisan de la cause tibétaine a présenté le 13 décembre 2022 une motion en faveur de l'autodétermination du Tibet lors de la session en cours à la Chambre des communes du Canada. Il exhorte la chambre a émettre un appel sur l'avenir du statut du Tibet se basant sur l'approche de la voie médiane et renforçant le dialogue entre l'administration centrale tibétaine avec le gouvernement chinois pour que les Tibétains utilisent leurs droits à l'autodétermination en faveur de la véritable autonomie envisagée dans la voie médiane. La motion est adoptée le lendemain le même jour qu'une loi sur le trafic d'organe.